# Burgspiele Altleiningen
Als Burgspiele Altleiningen firmiert ein Privattheater in der pfälzischen Ortsgemeinde Altleiningen (Rheinland-Pfalz). Spielstätte ist die mittelalterliche Burg Altleiningen. Das Theater ist als eingetragener Verein organisiert und Mitglied im Verband Deutscher Freilichtbühnen (VDF) sowie im Bund Deutscher Amateurtheater (BDAT). 

## Geographische Lage
Altleiningen liegt im nördlichen Pfälzerwald südlich der Autobahn 6 (Mannheim–Kaiserslautern) und knapp 5 km von der Anschlussstelle 18 Wattenheim entfernt. Zu Beginn des 12. Jahrhunderts errichtete das Grafengeschlecht der Leininger auf einem Bergsporn über der Mündung des Rothbachs in den Eckbach in etwa 285 m Höhe seine Stammburg, die über die Kreisstraße 33, innerörtlich Burgstraße, erreicht wird. Die bereits im Jahre 780 erwähnte Ansiedlung unterhalb am Eckbach entwickelte sich in der Folgezeit zu dem gleichnamigen Dorf.

## Gebäude
Spielort des Theaters ist die „Ehrenhalle“ links des Eingangs der Burg. Es handelt sich um einen vollständig bedachten Raum, der durch gemauerte Arkaden vom Burghof abgetrennt ist und von dort her ebenerdig – auch mit dem Rollstuhl – erreicht werden kann. Tageslicht fällt durch die Fenster auf der Seite zum Abhang links und die gläsernen Arkadenportale rechts. Die Bühne im vorderen Bereich verfügt über einen abgesenkten Soufflierkasten. Der Zuschauerraum besitzt eine Fußbodenheizung, die unter Marmorplatten verlegt ist. Er bietet 220 Besuchern Platz und steigt von der Bühne aus nach hinten kontinuierlich an. Im letzten Viertel ist zusätzlich eine Empore eingebaut, die vier Stuhlreihen fasst und über eine Treppe erreicht wird.
Neben den Burgspielen nutzen zwei weitere Institutionen die Burg Altleiningen. Im Haupttrakt, in den 1960er Jahren nicht originalgetreu restauriert und Ende der 1990er Jahre mit einem neuen Satteldach versehen, ist eine Jugendherberge mit Burgschenke untergebracht; der ehemalige Burggraben dient der Ortsgemeinde als Freibad. Auf einem Geländesattel vor dem Burggelände befindet sich ein großer Parkplatz.

## Geschichte
Die Burgspiele Altleiningen wurden 1980 zur 1200-Jahr-Feier der Gemeinde Altleiningen durch den ortsansässigen Lehrer Willy Rechner ins Leben gerufen, der ausgebildeter Schauspieler war. Ursprünglich sollte nur eine einzige Aufführung seiner Komödie „Des Weibes Sünde ist des Mannes Schuld“ stattfinden; doch der Anklang beim Publikum und die positiven Kritiken der Fachleute bestimmten die Akteure zum Weitermachen und zur Gründung eines Amateurtheaters. Nach Willy Rechners Tod 1983 übernahm 1984 seine damals 20-jährige Tochter Susanne die Leitung, die sie heute noch innehat. Im Mai 2008 erhielt sie für ihr langjähriges ehrenamtliches Engagement die Ehrennadel des Landes Rheinland-Pfalz.
Von Anfang an finanziert sich das Theater aus eigenen Mitteln und Spenden, öffentliche Gelder werden nicht in Anspruch genommen. Inzwischen reisen Zuschauer aus dem gesamten pfälzischen Raum, der Metropolregion Rhein-Neckar und Rheinhessen an, die Aufführungen sind allesamt ausverkauft. 1999 wurde eine einjährige Spielpause eingelegt, weil das Theater baulich in die heutige Form gebracht wurde.

## Mitglieder
Die etwa 100 Mitglieder der Burgspiele Altleiningen stehen im Alter zwischen 10 und 80 Jahren und sind sämtlich ehrenamtlich tätig. Fast alle sind Amateure mit entsprechender Ausbildung auf ihrem Gebiet und decken die notwendigen Sparten vom Schauspieler über Bühnenbildner, Licht- und Tontechniker bis hin zum Masken- und Kostümbildner ab. Sie stammen aus Altleiningen und der näheren Umgebung. In der Regie wechseln sich vier Personen aus dem Mitgliederkreis ab.

## Repertoire
Die Spielzeit des Theaters liegt im Sommer und beginnt Mitte Juni; gespielt wird zehn- bis zwölfmal jeweils an den Wochenenden. Auf dem Spielplan stehen vor allem Klassiker und „Sommerkomödien mit Niveau“, 1997 wurde ein Abstecher ins Krimigenre gemacht. Bisher wurden folgende Stücke aufgeführt:
| Jahr | Titel                                        | Autor                                                 |
| ---- | -------------------------------------------- | ----------------------------------------------------- |
| 1980 | Des Weibes Sünde ist des Mannes Schuld       | Willy Rechner                                         |
| 1981 | Die Wasser Venedigs                          | Pedro Parellio                                        |
| 1982 | Das Liebeselixier                            | Pedro Parellio                                        |
| 1983 | Der Lügner                                   | Carlo Goldoni                                         |
| 1984 | Liebe macht erfinderisch                     | Pedro Parellio                                        |
| 1985 | Narretei zu Leiningen                        | Pedro Parellio                                        |
| 1986 | Liselotte von der Pfalz                      | Willy Rechner (nach Rudolf Presber/Leo Walther Stein) |
| 1987 | Liselotte von der Pfalz                      | Willy Rechner (nach Presber/Stein)                    |
| 1988 | Der kerngesunde Kranke                       | Peter Pflug (nach Molière)                            |
| 1989 | Ingeborg                                     | Curt Goetz                                            |
| 1990 | Des Weibes Sünde ist des Mannes Schuld       | Willy Rechner                                         |
| 1991 | Der Diener zweier Herren                     | Carlo Goldoni                                         |
| 1992 | Die Schule der Frauen                        | Molière                                               |
| 1993 | Der tolle Tag oder Die Hochzeit des Figaro   | Pierre Augustin Caron de Beaumarchais                 |
| 1994 | Bunbury                                      | Oscar Wilde                                           |
| 1995 | Der zerbrochne Krug                          | Heinrich von Kleist                                   |
| 1996 | Dame Kobold                                  | Calderon de la Barca                                  |
| 1997 | Warte, bis es dunkel ist                     | Frederick Knott                                       |
| 1998 | Die kluge Närrin                             | Lope de Vega                                          |
| 1999 | Spielpause während des Umbaus der Ehrenhalle | Spielpause während des Umbaus der Ehrenhalle          |
| 2000 | Ein Sommernachtstraum                        | William Shakespeare                                   |

| Jahr | Titel                                            | Autor                             |
| ---- | ------------------------------------------------ | --------------------------------- |
| 2001 | Ein Sommernachtstraum                            | William Shakespeare               |
| 2002 | Helden                                           | George Bernard Shaw               |
| 2003 | Hexenjagd                                        | Arthur Miller                     |
| 2004 | Magnolien im Herbst („Too soon for Daisies“)     | William Dinner/William Morum      |
| 2005 | Viel Lärm um nichts                              | William Shakespeare               |
| 2006 | Elling                                           | Axel Hellstenius                  |
| 2007 | Die Bettleroper                                  | Nach John Gay                     |
| 2008 | Wie das Leben so stiehlt                         | Nach Jack Popplewell: Brave Diebe |
| 2009 | Die Brüder Löwenherz                             | Astrid Lindgren                   |
| 2010 | Die acht Frauen                                  | Robert Thomas                     |
| 2011 | Was ihr wollt                                    | William Shakespeare               |
| 2012 | Kennen Sie die Milchstraße?                      | Karl Wittlinger                   |
| 2013 | Tartuffe                                         | Molière                           |
| 2014 | Der Weltuntergang                                | Jura Soyfer                       |
| 2015 | Katharina Knie                                   | Carl Zuckmayer                    |
| 2016 | Die Baronin und die Sau (Komödie)                | Michael Mackenzie                 |
| 2017 | Momo                                             | Michael Ende                      |
| 2018 | Zimmer frei (Komödie)                            | Markus Köbeli                     |
| 2019 | Romeo und Julia                                  | William Shakespeare               |
| 2020 | Benefiz – jeder rettet einen Afrikaner (Komödie) | Ingrid Lausund                    |
| 2021 | Benefiz – jeder rettet einen Afrikaner (Komödie) | Ingrid Lausund                    |